# عزلة مطاية (إب)

تعديل مصدري - تعديل

عزلة مطاية هي إحدى عزل مديرية السبرة في محافظة إب اليمنية ويبلغ تعداد سكانها 6830 نسمة حسب التعداد السكاني في اليمن لعام 2004.

## الموقع
تقع قرية مطايه في وسط سلسلة جبليه محيطه بها على بعد حوالي 24 كم 2 شرق محافظة إب، وتتبع أدارياً ناحية السبره التابعة لمحافظة إب / الجمهورية اليمنية . يحدها من الشمال عُزلة الدعيس مركز مديرية بعدان على بعد نحو 9 كم2 ومن الجنوب النجد الجماعي مركز مديرية السبرة على بعد 10كم2 ومن الشرق مجموعه من القرى المتصلة أهمها (منزل علي ) (الموجور) (الفقي ناجي), ومن الغرب كذلك مجموعه من القرى المتصلة أهمها (لحج)(جري) .

## المساحة

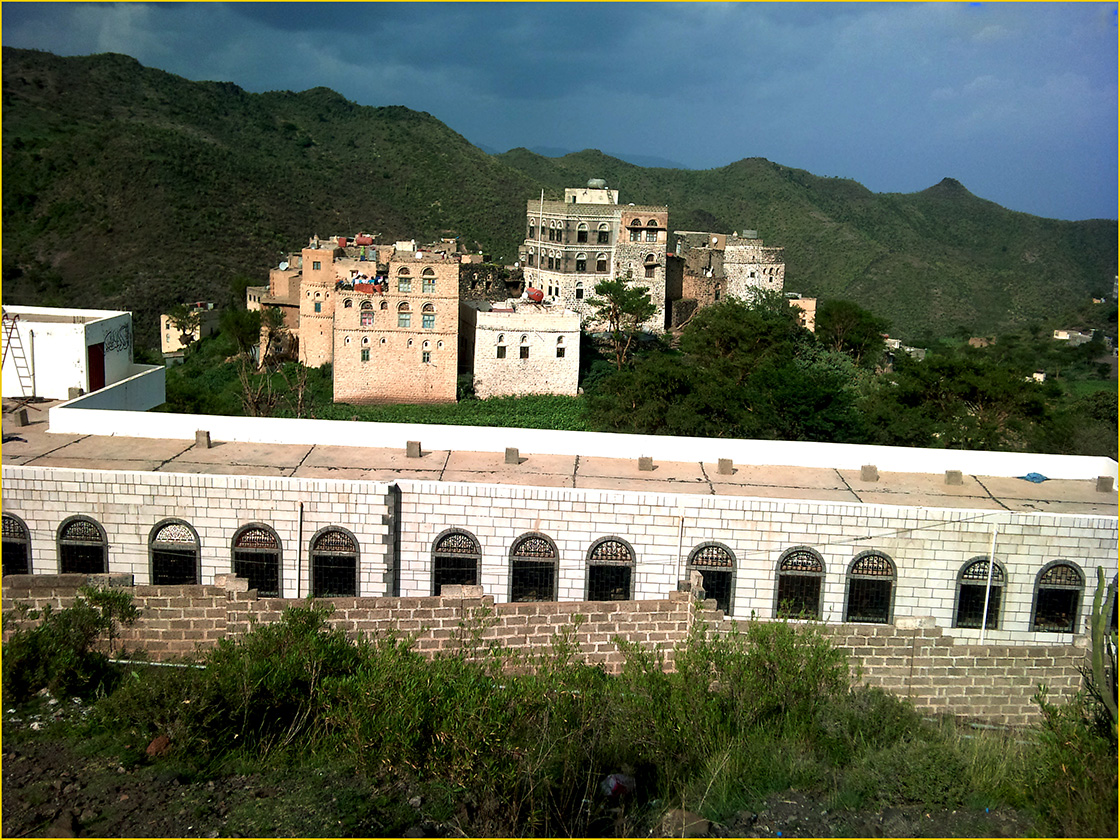

ليس من السهل عملية حساب مساحة القرية بالتحديد، وذلك يعود إلى شكل القرية الجغرافي إذ ليس بالمربع أو المستطيل أو المثلث أو الدائري، وأن كانت با لمجمل هي اقرب إلى الشكل الدائري، وبالتالي فا لمساحة ليست 100% , وعندما تم إيجاد المساحة كان بالاعتماد على أكثر من مصدر، حيث تم الاعتماد أولاً على خبرتنا الطولية بجغرافية القرية، ثم بالاعتماد على خريطة القرية المأخوذة من Google Earth , وعند التحدث عن مساحة القرية نقصد بها مساحة القرية وكذلك المناطق المحيط بها ضمن السلسلة الجبلية، وبالتالي استبعاد الأراضي التي تنتمي إلى القرية وهي خارج نطاق السلسلة المحيط بها، مثل قرية ( جاعرة، عرض الأعور، الكرب ) , حيث تم احتساب المساحة ضمن دائرة حدودها (رأس جبل فراعه، الميدان, الحصن الو اسط، الفجرة , الحيفه، الذفر , حصن الدغيش، القُرين , أسفل نقيل عرض الأعور، النخل , جحملان). وبعد عملية الحساب استطعنا الوصول إلى نتيجة بنسبة خطا لا تتعدى 5 % أن شاء الله، وكانت المساحة

## الطبيعة الجغرافية
تتمتع قرية مطايه بجوها الريفي الساحر والأخاذ للألباب، والذي يسبي القلوب إضافة إلى الهدوء الموحي بجمال فريد على غير العادة حيث اجتماع بيوت القرية في مكان واحد ملتفة حولها المدرجات الزراعية والهضاب الجميلة تعلوها الجبال التي تكسوها ألخضره في مشهد يأسر خيال الناضر .

## التركيبة المجتمعية

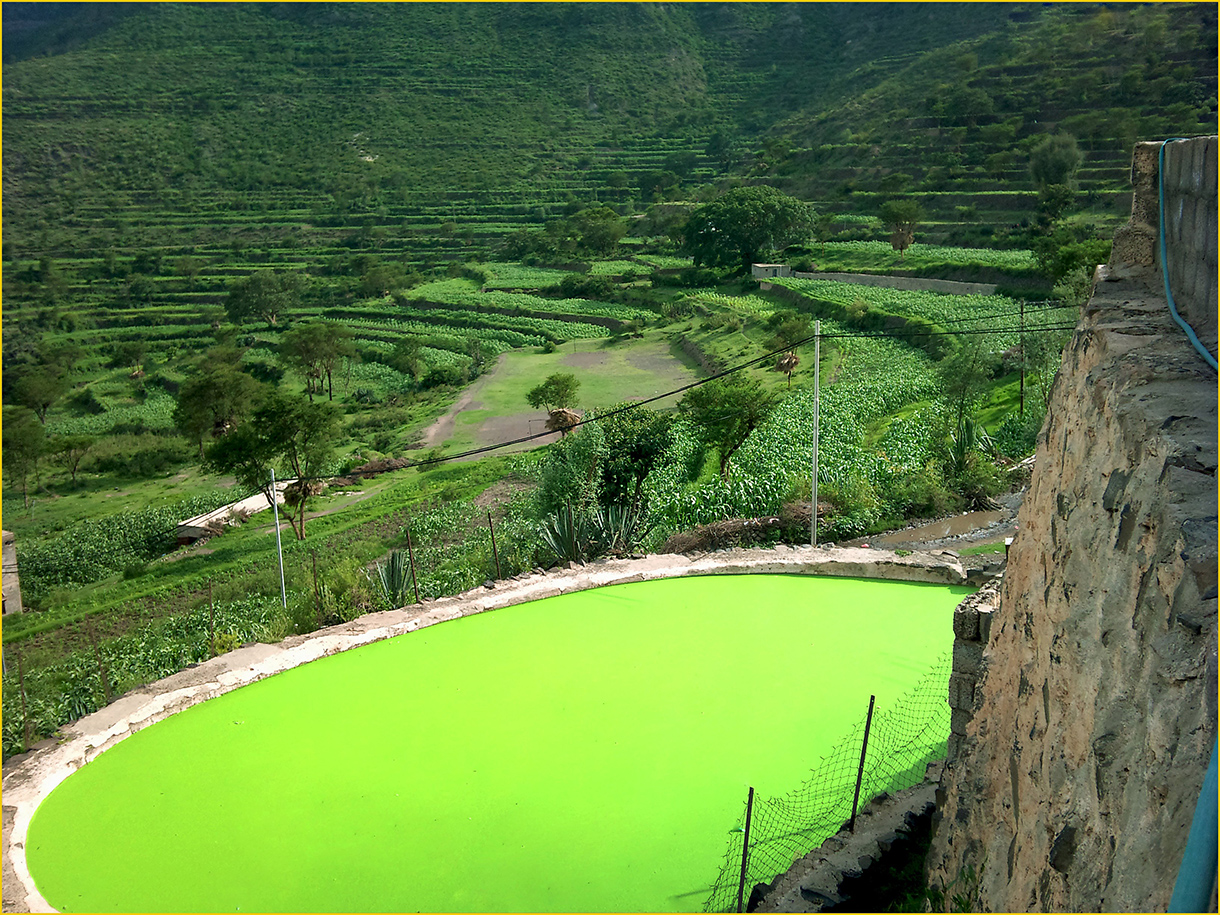

تتشكل التركيبة المجتمعية لقرية مطايه من مجموعه من القبائل والتي تكون باجتماعها النسيج المجتمعي العام للقرية، كغيرها من قرى اليمن، لكن ما يميز قرية مطايه عند مقارنتها بعدد سكانها، نجد عدم التنوع والاختلاف الكبير في القرية، ولو أردنا أن نحصي عدد القبائل سيكون كالتالي :(السُميري، ألحاشدي, ألمشعبك، جلعوم , الحاج، الشجاع , دحبيل، البناء , المريسي، الملاح ) ,وهنا نلاحظ عدم وجود الكثير من القبائل وهذا من الطبيعي سيكون نتيجةُ الهدوء والاستقرار وعدم وجود الخلافات والتباين في القرية وهذا معروف لدى الكثير ممن يعرفون القرية، حيث (ولله الحمد) مرت مئات السنين على القرية دون وجود أياً من حالات الثأر أو التعصب أو الأسرية على خلاف الكثير من قرى اليمن، وكذلك اجتماعهم على العقيدة السلفية الصافية وسلامة معتقدهم من الانحرافات العقدية.

## العمق التاريخي
بعد الاطلاع على أغلب البحوث يتضح أن عمر القرية( في موقعها الحالي لا يتعدى 500 سنة على الأكثر، ولابد من الإشارة إلى أن القرية كانت في البداية ليست في الموقع التي هي عليه اليوم أنما كانت عبارة عن مجموعات سكنية تتوزع على عدة هضاب، فكانت مجموعه سكنية تتركز على أعلى هضبة ( الجميمة) , ومجموعه أخرى على هضبة ( الذفر ) , ومجموعه أخرى على هضبة (عدن أسعد), وكان هذا التوزيع قائم حتى قبل حوالي 500 سنة بعد ذلك تم الانتقال إلى موقع القرية الحالي، ومن خلال المرور والاطلاع على القبور الموجودة حول القرية نستطيع أن نجد قبور عمرها يصل إلى أربعة أجيال، وهذه القبور مازالت واضحة المعالم وكذلك حتى معرفة أصحابها، وهذا يدلل على أنه قد مر على القرية نحو 5 أجيال على الأقل.

## عدد السكان والتركيبة الوضيفية
لعبت الحالة الاجتماعية الجيدة لدى الكثير من ساكني قرية مطايه دوراً كبيرا في ازدياد الهجرة من الريف إلى المدينة على نحو مطرد، حيث نجد أنه منذ بداية الالفيه الثانية حتى 2012 نجد أن هناك علاقة عكسية تماماُ , فهناك تناقص كبير في عدد سكان القرية، وعند الاطلاع على آخر إحصائية أجراها ( الصندوق الاجتماعي للتنمية ) كان عدد سكان القرية حوال850 نسمة.
بالنسبة للتركيبة الوظيفية فيمكن القول أن ما نسبته الــ 95% معتمدين بعد الله على العمل خارج الوطن أما في المملكة العربية السعودية ( وهم الأغلب ) , أو في الولايات المتحدة الأمريكية ( وهم الأقل ) , والقليل في غير هاتين الدولتين، وبالتالي يأتي المدخول المحلي والمحصور بين زراعة الذرة والذرة الشامية في أسفل سلم المدخول لدى غالبية الأسر، أضافه إلى الاعتماد النسبي على الثروة الحيوانية والتي تناقصت بشكل كبير في السنوات الأخيرة

## روابط خارجية
- الجهاز المركزي للإحصاء بالجمهورية اليمنية
- المركز الوطني للمعلومات باليمن
- الدليل الشامل